# Judy Chicago
Judy Chicago (nascida Judith Sylvia Cohen, 20 de julho de 1939) é uma artista feminista, arte-educadora e escritora americana conhecida por suas grandes instalações de arte colaborativas sobre imagens de nascimento e criação, que examinam o papel das mulheres na história e cultura. Na década de 1970, Chicago fundou o primeiro programa de arte feminista nos Estados Unidos. A obra de Chicago incorpora habilidades artísticas estereotipicamente femininas, tais como trabalhos de agulha, contrabalançadas com habilidades estereotipicamente masculinas, tais como soldagem e pirotecnia. A obra mais conhecida de Chicago é The Dinner Party, que está permanentemente instalada no Elizabeth A. Sackler Center for Feminist Art no Brooklyn Museum. The Dinner Party celebra as realizações das mulheres ao longo da história e é amplamente considerada como a primeira obra de arte épica feminista. Outros projetos de arte notáveis de Chicago incluem International Honor Quilt, The Birth Project, Powerplay, e The Holocaust  Project.

## Anos iniciais
Judy Sylvia Cohen nasceu em Chicago em 1939, filha de Arthur, líder sindical e membro do Partido Comunista dos Estados Unidos, e Sylvia Cohen. 
Sylvia conseguiu transmitir aos seus filhos a paixão pela arte. Essa influência seria decisiva para a carreira artística de Judy assim como para seu irmão Ben, ceramista. Aos três anos de idade, começou a desenhar e aos cinco anos já sabia que queria dedicar-se ao mundo da arte. Ela fez os testes para entrar no Art Institute of Chicago, mas não passou.
Em 1957, graças a uma bolsa de estudos, mudou-se para Los Angeles para começar a estudar na Escola de Arte da Universidade da Califórnia. Durante os anos da faculdade, ela se tornou ativista política e começou a criar cartazes para a  NAACP (Associação Nacional para o Avanço das Pessoas de Cor) e acabou se tornando secretária dessa associação.
Em 1959 ela conheceu Jerry Gerowitz, deixou a escola e foram morar juntos. Pela primeira vez, Judy teria seu próprio estúdio para trabalhar. Um ano depois, ela se matriculou novamente na universidade para terminar seus estudos. Ambos se casaram em 1961 e no ano seguinte ela se formou em Belas Artes e tornou-se membro da Phi Beta Kappa Society. Apenas um ano depois, Jerry Gerowitz morreu em um acidente de carro, uma tragédia que a marcou profundamente. Em 1964, ela obteve o mestrado em Belas Artes pela Universidade da Califórnia.
Em 1965, ela realizou sua primeira exposição individual na Galeria Rolf Nelson, em Los Angeles. Quatro anos depois, em 1969, fez uma mostra de uma série de esculturas de plástico esféricas de acrílico e uma série de desenhos no Museu de Arte de Pasadena. Os críticos afirmaram que o trabalho de Judy estava na vanguarda da arte conceitual. Ela também começou ao mesmo tempo no campo da performance: através do uso de fogos de artifício e pirotecnia, criou atmosferas para tentar "amaciar e feminizar" a  paisagem da arte. Neste momento, Judy começa a explorar a sexualidade em seu trabalho. Criou as Lifesavers Pasadena, algumas pinturas acrílicas abstratas em acrílico. Segundo a artista, esse trabalho representou o ponto de virada em seu trabalho em relação à sexualidade e à representação das mulheres.

### Mudança de nome
Judy estava ganhando renome como artista, mas se sentia desconectada de seu sobrenome "Cohen", que ela recebera de seu pai, e também do que ela adquiriu quando se casou, "Gerowitz". Ela decidiu mudar o sobrenome para outro independente, que não estava ligado a nenhum homem, nem por casamento nem por herança. O galerista Rolf Nelson deu a ela o apelido de Judy Chicago, já que, segundo ele, Judy tinha um forte sotaque de Chicago. Então, Judy decidiu adotá-lo como seu. Para mudar legalmente o nome, ela teve que obter a assinatura do então marido (Lloyd Hamrol). Para celebrar a mudança de nome, ela criou um convite vestida de boxeadora, com uma camiseta na qual ela colocou seu novo nome. Este convite foi publicado na revista Artforum em outubro de 1970.

## Carreira artística
Em 1970 Judy Chicago organizou o primeiro curso de arte feminista na CalArts, California State College, Fresno. No ano seguinte, juntamente com Miriam Schapiro, fundou e dirigiu o primeiro programa de arte feminista na Escola de Arte da Califórnia de Los Angeles.

### Womanhouse
Em 1972, Chicago e Schapiro, em colaboração com 21 estudantes de seu programa, criaram o projeto Womanhouse. Em uma propriedade vazia em Los Angeles, eles recriaram dezessete ambientes que se referiam à discriminação sofrida pelas mulheres na esfera doméstica. Na cozinha recriaram temas em torno de questões de nutrição, referindo-se à "mater nutricia" e no banheiro uma reflexão sobre a menstruação. Nesta instalação também realizaram algumas performances feministas, como Cock and Cunt Play, criada por Chicago .

### The Dinner Party

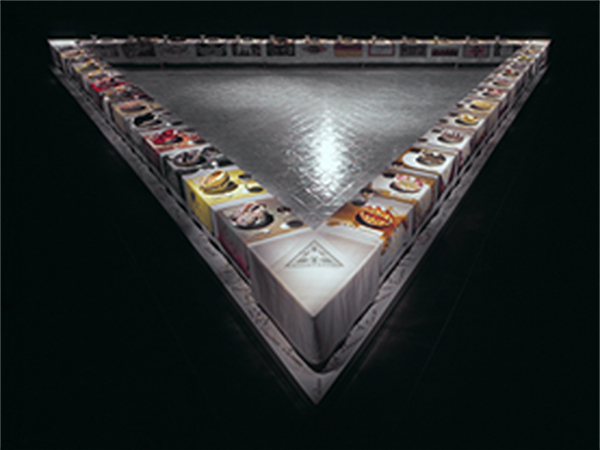
The Dinner Party (1979), obra de Judy Chicago exposta no Brooklyn Museum, Nova York.

Em 1973, ela fundou a "Oficina de Estudos Feministas", um espaço de exposição para a arte feminista onde as aulas de arte também eram ensinadas. A partir do ano seguinte, ela começou a trabalhar no que seria seu projeto mais icônico: The Dinner Party (O Jantar). A execução deste trabalho foi realizada entre 1974 e 1979, consistiu na recriação de um jantar imaginário para mulheres famosas. A multifacetada obra de Chicago tinha o intuito de expor a riqueza da herança das mulheres na cultura e na história. As hóspedes foram de personagens históricas ou mitológicas (Deusa Primordial) a pintoras contemporâneas (Georgia O'Keeffe) que influenciaram diretamente o trabalho de Chicago. As protagonistas iriam jantar em torno de uma mesa em forma de triângulo equilátero, em cada um dos os lados do triângulo treze serviços de mesa com suas toalhas, pratos, copos e talheres com o nome de uma personagem feminina famosa (Gaia, Hatshepsut, Safo, Eleanor de Aquitânia, Christine de Pisan, Emily Dickinson e Virginia Woolf, entre outras).  Sob a mesa foi composto um piso de quase 2.000 peças de cerâmica branca triangular em que estão escritos em letras de ouro os nomes de 999 mulheres que contribuíram positivamente na história. A obra foi apresentada pela primeira vez no Museu de Arte Moderna de San Francisco em 1979. Depois de ter sido exibido em diferentes países, desde 2007 o trabalho está em exposição permanente no Elizabeth A. Sackler Center for Feminist Art no Brooklyn Museum of Art, em Nova York.
The Dinner Party reflete muitas questões debatidas na segunda onda feminista, representando a junção de uma linguagem não verbal e a simbologia da relação entre as mulheres e a história. Enquanto peça de estudo histórico, ela pode ser considerada datada (como muitos críticos à julgaram), no entanto, é inegável sua contribuição aos debates de gênero até os dias atuais, por levantar questões que até hoje não foram completamente superadas.